# Parque nacional de los Apeninos lucanos Valle del Agri Lagonegrese
El Parque nacional de los Apeninos lucanos-Valle del Agri-Lagonegrese tiene una extensión de 690 km². Se encuentra en la Basilicata, entre el Parque nacional del Cilento y Valle de Diano y el Parque nacional del Pollino. Está formado por una serie de cimas que rodean el valle del Agri a lo largo de los Apeninos lucanos. Abarca 29 municipios. Entre las cimas que lo rodean se encuentra el monte Volturino (1836 m) que forma parte de la sierra de la Maddalena, en el alto valle del Agri. 
El valle del Agri, de 1405 km², se encuentra entre los montes Sirino y Volturino, en el límite de la Campania. El macizo del Sirino se encuentra en el extremo meridional del parque nacional y sus cimas alcanzan los 2000 m. Al oeste del valle del Agri se encuentra la región de Lagonegrese, que limita al sur con el Parque nacional del Pollino.

## Biogeografía
La zona es boscosa, con encinas, carpe blanco, fresno y orno o fresno florido. En las zonas más altas hay robles, hayas, acebos, arces y abetos. Destaca el bosque de picea de Laurenzana. Entre la fauna hay lobos, ciervos, cabras y jabalíes.

## Comunas
Abriola, Anzi, Armento, Brienza, Calvello, Carbone, Castelsaraceno, Gallicchio, Grumento Nova, Lagonegro, Laurenzana, Lauria, Marsico Nuovo, Marsicovetere, Moliterno, Montemurro, Nemoli, Paterno, Pignola, Rivello, San Chirico Raparo, San Martino d'Agri, Sarconi, Sasso di Castalda, Satriano di Lucania, Spinoso, Tito, Tramutola y Viggiano.